# 16-я стрелковая дивизия (1-го формирования)
16-я стрелковая Ульяновская Краснознамённая дивизия имени В. И. Киквидзе — воинское соединение РККА Советской России и ВС СССР, в период Гражданской и Второй мировой войн.
Сокращённое наименование — 16 сд.

## История

Бойцы 1-й дивизии внеочередного формирования принимают присягу. Тамбов, 19 мая 1918 г., присягу читает Н. И. Подвойский, справа — начдив В. Киквидзе.

Соединение сформировано по распоряжению Высшей военной инспекции, от 31 мая 1918 года, в районе Тамбова как дивизия внеочередного формирования из отошедших с Малороссии после заключения Брестского мира отрядов красногвардейцев, революционных солдат и интернационалистов активным участником гражданской войны краскомом В. И. Киквидзе, который и стал её начальником (начдивом, командиром). Изначально именовалась Дивизией Киквидзе, затем приказом войскам Южного фронта № 26, от 14 октября 1918 года, ей был присвоен 16-й войсковой номер.
С июня 1918 года дивизия участвовала в боях с формированиями генерала Краснова. Дивизия (изначально около 900 человек) проводила усмирение противников советской власти (донских казаков). 19—20 июня 1918 года дивизия подавила вооружённое восстание (бунт) в Тамбове. Восставшие (около 300 человек) были расстреляны. Далее дивизия провела карательные акции в Козлове, Кирсанове, Борисоглебске.
С октября 1918 года по май 1919 года формирование входило в состав 9-й Красной армии, действовавшей против войск генерала П. Н. Краснова. Для этих действий Киквидзе получил от своего командования три бронепоезда, интернациональный батальон и роту китайцев. На обычных красноармейцев он опереться не мог, так как они отказывались участвовать в карательных операциях против казачества. Командовать 1-м полком своей дивизии назначил матроса А. Железняка и укрывал его от преследований со стороны Н. И. Подвойского, не подчинившись требованию о выдаче «анархиствующего» матроса.
В 1919 году в соединение вошли части расформированной 15-й стрелковой дивизии формирования конца 1918 года. Стрелковая дивизия участвовала в боях против корпуса Мамонтова, конницы Шкуро. За победу под станцией Лихая, когда противник был вынужден отступить, бросив много ценного имущества и санитарный поезд, многие её военнослужащие были награждены.
С июня 1919 года по апрель 1920 года находилась в составе 8-й армии РККА, действовавшей на Южном фронте против Донских частей Русской армии генерала Врангеля. 12 февраля 1920 года в неё, кроме того, вошли части расформированной 31-й Туркестанской стрелковой дивизии. В 1921 году дивизия была расквартирована в Казани, участвовала в борьбе с голодом, охватившим в те годы Поволжье.
В 1926—193… стрелковые полки дивизии находилась в Новгородской области.
Дивизия участвовала в Советско-польской войне, в боях понесла большие потери, в возвращении Эстонии в СССР.
В период Великой Отечественной войны в Действующей Армии с 22 июня 1941 года по 27 декабря 1941 года.
На 22 июня 1941 года дислоцировалась в городе Таллин, и осуществляла противодесантную оборону на побережье на участке Палдиски — Хаапсалу — Пярну. 156-й стрелковый полк дислоцировался в Таллине, 167-й стрелковый полк — в Пярну, 249-й стрелковый полк одним батальоном в Хаапсалу, а двумя — на острове Хийумаа Моонзундского архипелага (где они и погибли в сентябре — октябре 1941 года). Насчитывала более 14 тысяч человек личного состава, 78 полевых орудий, 54 орудия ПТО, 66 миномётов, 16 лёгких танков, 13 бронемашин.
Дивизия должна была быть переброшена в Литву, однако из-за нехватки воинских поездов осталась на месте. На 23 июня 1941 года заняла рубеж в 10 — 15 километрах южнее Таллина. 9 июля 1941 года форсированным маршем дивизия проследовала к Марьямаа, где с 13 июля 1941 года вступила в бой, атаковав опасно прорвавшиеся к Таллину войска противника, в результате чего враг был отброшен на 30 километров. Затем была сосредоточена в Рапла с задачей быть готовой к отражению высадки морского десанта противника, а также к отражению его ударов на Тюри и Пайде.
22 июля 1941 года противник нанёс удар в полосе 11-го стрелкового корпуса, прорвал оборону и таким образом рассёк дивизию надвое. 156-й стрелковый полк оказался на таллинском направлении, 167-й и 249-й — вместе с частями корпуса прижаты к Чудскому озеру. Последние два полка с тремя дивизионами артиллерии получили задачу с 24 июля 1941 года наступать из района мыз Тапику, Аиду в общем направлении на Муствеэ, понесли большие потери, частично попали в окружение, затем пробивались на северо-восток к Нарве, ведя бои в течение 20 дней. 15 августа 1941 года остатки дивизии, вышедшие из окружения в районе Йыхви, переформированы в 463-й стрелковый полк и включены в состав 118-й стрелковой дивизии.
В то же время, 156-й стрелковый полк оборонял Таллин, с 6 августа 1941 года вёл бои в районе Кехра (вместе с 42-м, 44-м, 45-м, 46-м отдельными строительными батальонами Балтийского флота) и отступал к Таллину, откуда частично был эвакуирован, но в основном попал в плен.
Официально стрелковая дивизия была расформирована 27 декабря 1941 года.

## Состав
- управление
- 1-й Рабоче-Крестьянский пехотный полк
- 2-й Интернациональный пехотный полк (до 1919)
- 3-й Стрелковый полк (с июня 1918)
- Тамбовский пехотный полк (с июня 1918)
- Титовско-Донской пехотный полк (с июня 1918)
- 6-й Преображенский пехотный полк (с августа 1918)
- 1-й Орденский кавалерийский полк
- 6-й Заамурский кавалерийский полк
- 3-й конный Казачий полк (с августа 1918)
  - Чехо-Словацкая лёгкая артиллерийская батарея (с августа 1918)
- 1-я лёгкая артиллерийская батарея
- 2-я лёгкая артиллерийская батарея
- Преображенская артиллерийская батарея (с августа 1918)
- 42-линейная артиллерийская батарея (с августа 1918)
- 1-я конная артиллерийская батарея
- 2-я конная артиллерийская батарея
- военно-революционный трибунал

- управление
- 1-я бригада
  - 1-й Рабоче-Крестьянский пехотный полк
  - 5-й Тамбовский пехотный полк
- 2-я бригада
  - 3-й Стрелковый полк
  - 4-й Титовско-Донской пехотный полк
- 3-я бригада
  - 2-й Интернациональный пехотный полк
  - 6-й Преображенский пехотный полк
- 1-я лёгкая артиллерийская батарея
- 2-я лёгкая артиллерийская батарея
- 1-й Орденский кавалерийский полк
- 6-й Заамурский кавалерийский полк
- 3-й конный Казачий полк (до февраля 1919)
- Преображенская артиллерийская батарея (с августа 1918)
- 42-линейная артиллерийская батарея (с августа 1918)
- 1-я конная артиллерийская батарея
- 2-я конная артиллерийская батарея

- управление
- 1-я бригада
  - 136-й Рабоче-Крестьянский пехотный полк
  - 137-й Тамбовский пехотный полк
  - 138-й Титовско-Донской пехотный полк
- 2-я бригада
  - 139-й пехотный полк
  - 140-й пехотный полк
  - 141-й пехотный полк
- 3-я бригада (с ноября 1919[5])
  - 142-й Петроградский пехотный полк
  - 143-й Самарский пехотный полк
  - 144-й Саратовский пехотный полк
  - 48-й артиллерийский дивизион
- Орденский кавалерийский полк (до ноября 1919)
- Заамурский кавалерийский полк (до ноября 1919)
- 1-й лёгкий артиллерийский дивизион
- 2-й лёгкий артиллерийский дивизион
- 1-й мортирный артиллерийский дивизион
- 1-й конный артиллерийский дивизион{

- управление
- 46-я стрелковая бригада
  - 136-й стрелковый полк
  - 137-й стрелковый полк
  - 138-й стрелковый полк
- 47-я стрелковая бригада
  - 139-й стрелковый полк
  - 140-й стрелковый полк
  - 141-й стрелковый полк
- 48-я стрелковая бригада
  - 142-й стрелковый полк
  - 143-й стрелковый полк
  - 144-й стрелковый полк
- Кавалерийская бригада (с апреля по июль 1920)
- 16-й кавалерийский полк (до апреля 1920, и с августа 1920)
- 1-й лёгкий артиллерийский дивизион
- 2-й лёгкий артиллерийский дивизион
- Сводно-тяжело-гаубичный дивизион
- 1-й конный артиллерийский дивизион

- управление
- 46-й стрелковый полк имени Медведовского
- 47-й стрелковый полк
- 48-й стрелковый Нырненский полк
- 16-й лёгкий артиллерийский дивизион
- 16-й гаубичный артиллерийский дивизион
- Артиллерийский парк
- Управление артиллерии
- Кавалерийский эскадрон
- Дивизионная школа
- Сапёрная рота
- Рота связи

- управление
- 46-й стрелковый полк имени Медведовского
- 47-й стрелковый полк (Боровичи)
- 48-й стрелковый Нырненский полк

- управление (Новгород)
- 12-й Туркестанский стрелковый полк (Кингисепп)
- 46-й стрелковый Краснознамённый полк имени Медведовского (Новгород)
- 48-й стрелковый Нырненский Краснознамённый полк (Старая Руса)
- 16-й артиллерийский Краснознамённый полк (с. Медведь)

- управление
- 156-й стрелковый полк
- 167-й стрелковый полк
- 249-й стрелковый полк
- 224-й артиллерийский полк
- 232-й гаубичный артиллерийский полк
- 78-й отдельный истребительно-противотанковый дивизион
- 361-й (103-й) отдельный зенитный артиллерийский дивизион
- 201-й миномётный дивизион
- 18-я разведрота
- 93-й сапёрный батальон
- 39-й отдельный батальон связи
- 80-й медико-санитарный батальон
- 23-я отдельная рота химический защиты
- 78-й автотранспортный батальон
- 62-я полевая хлебопекарня
- 192-я дивизионная авторемонтная мастерская
- 190-я полевая почтовая станция
- 186-я полевая касса Госбанка

## В составе
| Дата       | Фронт (округ)               | Армия      | Корпус                 | Примечания                                               |
| ---------- | --------------------------- | ---------- | ---------------------- | -------------------------------------------------------- |
| 01.10.1929 | Ленинградский военный округ | -          | ??? корпус             | соединение признано Командующим одним из лучших в округе |
| 01.06.1935 | Ленинградский военный округ | -          | 1-й стрелковый корпус  | -                                                        |
| 22.06.1941 | Северо-Западный фронт       | 27-я армия | -                      | -                                                        |
| 01.07.1941 | Северо-Западный фронт       | 27-я армия | -                      | -                                                        |
| 10.07.1941 | Северо-Западный фронт       | 8-я армия  | -                      | -                                                        |
| 01.08.1941 | Северный фронт              | 8-я армия  | 11-й стрелковый корпус | -                                                        |
| 01.09.1941 | Ленинградский фронт         | -          | -                      | -                                                        |

## Командование дивизии

### Командиры (начальники)
- Киквидзе, Василий Исидорович (31.05.1918 — 11.01.1919), краском (погиб);
- Медведовский, Самуил Пинхусович (13.01.1919 — 13.02.1919), краском (ВРИД);
- Эйдеман, Роберт Петрович (13.02.1919 — 01.08.1919), краском[10];
- Медведовский Самуил Пинхусович (02.08.1919 — 18.04.1921), краском;
- Полунов, Мирон Львович (19.04.1921 — 27.05.1921), краском;
- Медведовский Самуил Пинхусович (28.05.1921 — 17.05.1922), краском[11];
- Овчинников, Георгий Иванович (1922—1926), краском;
- Пядышев, Константин Павлович (08.03.1923 — 04.1923), краском;
- Григорьев, Лев Фёдорович (1927 — 06.05.1930), краском;
- Ворожейкин, Григорий Алексеевич (05.1930 — 06.1930), краском;
- Розе, Вольдемар Рудольфович (06.1930 — 04.1931), краском;
- Ворожейкин Григорий Алексеевич (30.04.1931 — 1932), краском;
- Князев, Михаил Семёнович (11.1932 — 06.1937), комбриг;
- Фролов, Валериан Александрович (15.06.1937 — 21.01.1939), полковник, комбриг[12];
- Любовцев, Илья Михайлович (17.02.1939 — 07.07.1941), комбриг, генерал-майор[13];
- Паничкин, Яков Афанасьевич (07.07.1941 — 18.07.1941), подполковник (ВРИД)[14];
- Сафронов, Афанасий Иванович (19.07.1941 — 29.07.1941), подполковник (ВРИД)[15];
- Сутурин, Николай Гаврилович (29.07.1941 — 29.08.1941), полковник[13] (пропал без вести).

### Заместитель (помощник) командира
- Медведовский Самуил Пинхусович (1918 — 01.08.1919), краском[10];
- Паничкин Яков Афанасьевич (05.06.1941 — 07.07.1941), подполковник

### Военные комиссары
- Лозовский, Леонид Ипполитович (27.11.1918 — 4.02.1919), (ВРИД);
- Артамонов Д. И. (23.02.1919 — 18.03.1919);
- Простосинский (13.02.1919 — 19.05.1919);
- Мясников (19.05.1919— 01.08.1919);
- Осипов Н. Ф. (01.08.1919 — 01.03.1920)[10];
- Булин, Антон Степанович (04.09.1920 — 10.02.1921)[11]
- Мжаванадзе, Василий Павлович (06.03.1941 — 21.08.1941), полковой комиссар[16]

### Начальники штаба
- Зеленский (31.05.1918—1919) (убит)[17];
- Шехаев, Борис Александрович (07.1919 — 18.11.1919)[10];
- Шехаев Борис Александрович (08.1920 — 1921);
- Любовцев Илья Михайлович (11.1936 — 16.02.1939), полковник;
- Сафронов Афанасий Иванович (25.01.1940 — 18.07.1941), подполковник;
- Бродский Леонид Абрамович (19.07.1941 — 08.1941), капитан (ВРИД, пропал без вести)

### Начальник политотдела
- Григореченко (08.1918 —)
- Блудовский Фёдор Елисеевич (29.08.1940 — 20.09.1941) старший батальонный комиссар[16]

## Награды и наименования
| Награда (наименование)                               | Дата                                    | За что получена |
| ---------------------------------------------------- | --------------------------------------- | --- |
| именное наименование — «имени В. И. Киквидзе»        | 12.01.1919                              | В честь первого командира                                                                                                  |
| Почётное Революционное Красное Знамя                 | 12.12.1921                              | За победы в гражданской войне                                                                                              |
| почётное наименование — «Симбирская» / «Ульяновская» | 30 ноября 1921 года / 25 июня 1924 года | За успехи в военном строительстве, в честь вождя мирового пролетариата В. И. Ульянова-Ленина была наименована Ульяновской. |

## Известные люди, связанные с дивизией
- Юхимчук, Александр Харитонович — В 1920—1921 гг. красноармеец, пом. командира взвода 144-го стрелкового полка. Впоследствии, советский военачальник, генерал-майор.
- Никулин, Константин Николаевич  — В 1924—1930 гг. проходил службу командиром взвода, роты и батальона 46-го стрелкового полка. Впоследствии, советский военачальник, полковник.
- Максимов, Георгий Максимович  — сентябрь-декабрь 1926 года — командир взвода 46-го стрелкового полка. Впоследствии, советский военачальник, генерал-майор.
- Дёмин, Никита Иванович  — В 1927—1934 гг. командовал стрелковым и конным взводами, взводом полковой школы и ротой в 48-м стрелковом полку в городе Старая Русса. Впоследствии, советский военачальник, полковник.
- Сафонов, Борис Михайлович — В 1931—1936 гг. проходил службу командиром батальона 46-го стрелкового полка. Впоследствии, советский военачальник, генерал-майор.
- Богданов, Александр Владимирович  С 02.1935 г.по 01.1938 служил начальником штаба 47-го сп. С 04.1941 по 07.1941 зам. командира 16-й стрелковой дивизии.
- Максутов, Рахим-Сагиб Гареевич — С апреля по сентябрь 1937 года командовал стрелковым батальоном в 46-м стрелковом полку в городе Новгород. Впоследствии, советский военачальник, генерал-майор.
- Бородкин, Порфирий Григорьевич — В 1939—1941 гг. командовал 156-м стрелковым полком. Впоследствии, советский военачальник, генерал-майор.
- Чурмаев, Георгий Иванович — В 1940—1941 гг. проходил службу и. д. пом. командира по строевой части 48-го стрелкового полка (бывший 249-й). Впоследствии, советский военачальник, генерал-майор.
- Матсон, Эйолф Георг — в 1929 г. начальник штаба 16-й Ульяновской стрелковой дивизии имени Киквидзе.
- Турубанов, Яков Викентьевич (9 мая 1900 года — 14 сентября 1970 года) — красноармеец 141-го стрелкового полка. Впоследствии, Герой Социалистического Труда (05.10.1957)[18].

## Память
- Назван парк в честь начдива 16-й стрелковой дивизии В. И. Киквидзе, в посёлке городского типа Елань
- Установлен, в 1961 году, памятник начдиву 16-й стрелковой дивизии В. И. Киквидзе в парке его имени в посёлке городского типа Елань.